# Andreas Gran
Andreas Gran (* 1967 in Frankfurt am Main) ist ein deutscher Jurist und Professor an der International School of Management (ISM) sowie Rechtsanwalt und Autor.

## Leben und Karriere
Gran studierte Rechtswissenschaft an der Johann Wolfgang Goethe-Universität Frankfurt am Main sowie in Brüssel (LL.M.). Er promovierte zum internationalen Recht bei Edgar Ruhwedel.
Seine fachlichen Schwerpunkte als Hochschullehrer seit 2014, teils im Hochschulsenat, sind das internationale Wirtschaftsrecht und die Förderung von Rechtsbildung. Er hat diverse Fachpublikationen, insbesondere für die Neue Juristische Wochenschrift, verfasst, wie auch Fachvorträge gehalten (u. a. jeweils zusammen mit Günther Pokrant, Richter am BGH a. D.). Seine alljährliche Rechtsprechungsübersicht wird als Literatur zum Transportrecht wahrgenommen, ergänzt durch langjährige Autorentätigkeiten für eine Bildungsakademie, als ständiger Mitarbeiter der Zeitschrift Transportrecht und als Mitverfasser beim juris Praxisreport.
Seit 1997 ist er Wirtschaftsanwalt. Ab 2002 war er bei Clifford Chance Leiter einer internationalen Industriegruppe und ab 2008 Partner bei Görg Rechtsanwälte. Seit 2014 ist er nebenberuflich bei Arnecke Sibeth Dabelstein. Ehrenamtlich gehört Gran seit Gründung dem Fachausschuss der Rechtsanwaltskammer an und ist Fachanwalt.
Andreas Gran war stimmberechtigtes Mitglied im Jugendhilfeausschuss. Er schreibt auch zu jugendbezogenen, gesellschaftlichen und politischen Themen, u. a. in der taz.

## Schriften (Auszug)
- Die IATA aus der Sicht des deutschen Rechts: Organisation, Agenturverträge und allgemeine Geschäftsbedingungen. Lang, Frankfurt am Main/Berlin/Bern/New York/Paris/Wien 1998, ISBN 978-3-631-33835-3 (zugleich Dissertation an der Goethe-Universität Frankfurt am Main, 1998)
- mit Günther Pokrant: Transport- und Logistikrecht, Höchstrichterliche Rechtsprechung und Vertragsgestaltung. RWS, Köln 2024, ISBN 978-3-814-57810-1[20][21] sowie vier Vorauflagen
- mit Reinhard Lankes u. a.: Der Spediteur und der Luftfrachtverkehr,  Fachwissen für Speditions- und Logistikkaufleute, Bildungsakademie SLV, Frankfurt, ISBN 978-3-945306-00-0[22]